# زیتاکلا
زیتاکلا، روستایی است از توابع بخش گتاب شهرستان بابل در استان مازندران ایران.

## جمعیت
این روستا در دهستان گتاب شمالی قرار دارد و براساس سرشماری مرکز آمار ایران در سال ۱۳۸۵، جمعیت آن ۴۵۲ نفر (۱۱۴خانوار) بوده‌است.